# Sinfonia n. 7 (Prokof'ev)
La Sinfonia n. 7 in Do diesis minore, op. 131, è una composizione di Sergej Sergeevič Prokof'ev', iniziata nel 1951 e completata nel 1952, l'anno prima della sua morte. È la sua ultima sinfonia.

## Storia
Negli ultimi anni della sua vita Prokof'ev fu afflitto da molti problemi. La sua salute peggiorava e nel 1950 fu ricoverato per una grave crisi ipertensiva. Nonostante i medici gli avessero vietato di lavorare più di venti minuti al giorno, il musicista continuò a comporre fino alla fine. Le gravi preoccupazioni economiche poi non gli facilitavano certamente l'esistenza; a causa della censura ufficiale, Prokof'ev in quel periodo viveva in povertà. Nonostante le sue precarie condizioni e il profondo dolore per l'avvenuta morte del suo grande amico Mjaskovskij, il compositore ritrovò una nuova vena creativa ispirandosi a elementi positivi, alla giovinezza e alla speranza. Scrisse così nel 1951 Il focolare invernale e A guardia della pace; iniziò anche una nuova sinfonia in Do diesis minore che terminò l'anno seguente. Fu la settima e ultima sinfonia da lui scritta e anche una delle ultime composizioni insieme alla Sinfonia concertante per violoncello e orchestra che portò a termine con l'aiuto di Rostropovič.
Il compositore non fu in grado, per le sue condizioni di salute, di eseguire la sua opera davanti alla Commissione dell'Unione dei Compositori che doveva valutare la congruità del lavoro; fu sostituito da Anatoly Vedernikov, il pianista che da tempo aiutava Prokof'ev anche come segretario. Gran parte della sinfonia è emotivamente trattenuta, nostalgica e di umore malinconico, particolarmente il finale dell'ultimo movimento Vivace. Durante le prove previste per la prima esecuzione l'Unione dei Compositori chiese al musicista di modificare il finale, aggiungendo una parte più incisiva e dinamica e con un carattere più fiducioso, secondo le direttive culturali imposte da Ždanov. Prokof'ev in seguito si convinse, anche se di malavoglia, ad aggiungere una coda di diciassette battute più energiche e ottimiste; grazie alla modifica riuscì a vincere il Premio Stalin di 100.000 rubli che fu per lui un grande aiuto economico. Prima di morire però Prokof'ev indicò che era preferibile il tranquillo finale originale.
La Settima sinfonia fu eseguita per la prima volta l'11 ottobre del 1952 a Mosca nella Sala Grande del Conservatorio Čajkovskij con la direzione di Samuil Samosud; Prokof'ev, con un grande sforzo, riuscì a essere presente. La prima fu ben accolta e nel 1957, quattro anni dopo la morte di Prokof'ev, la sinfonia ricevette il Premio Lenin, il più alto riconoscimento da parte del governo sovietico, conferito per la prima volta a un musicista.

## Struttura e analisi
La Sinfonia in Do diesis minore è un lavoro rivolto ai giovani sovietici, i cui pensieri e sentimenti li proponevano come dei veri eroi Anche se scritta nella scia della ritrovata ortodossia, la Settima non riflette gli atteggiamenti presenti ne Il focolare invernale o A guardia della pace, lavori in tutto e per tutto "dimostrativi" dell'adeguamento al regime. La sinfonia è l'opera di un musicista indebolito nel corpo, ma giovane nello spirito che, oltre a ritrovare il romanticismo di Čajkovskij, strizza l'occhio al viennese Strauss e alle musiche più felici e serene di Mahler. Non vi è più nulla dell'atteggiamento sarcastico e dissacratorio che aveva caratterizzato le opere che avevano reso celebre il compositore; aspetto questo che si lega con il suo cambiamento interiore diventato più pacato, anche se un po' malinconico, negli ultimi anni, più che con un atteggiamento ossequioso alle richieste del regime.
La sinfonia si articola in quattro movimenti, della durata di 32 minuti:
1. Moderato
2. Allegretto
3. Andante espressivo
4. Vivace

Il primo movimento, in forma sonata, è caratterizzato da un grande lirismo; si apre con un primo tema malinconico dei violini che contrasta con la calda melodia espressa dalle viole, dai violoncelli e dai contrabbassi. Questo primo tempo è tutto giocato sul sovrapporsi delle due voci. Dopo una breve sezione di sviluppo, segue la ricapitolazione dei due temi e il movimento termina in uno stato d'animo riflessivo con i suoni che ricordano i colpi dell'orologio sul glockenspiel e lo xilofono, scampanii che riecheggiano le sonorità de Il gallo d'oro di Rimskij-Korsakov.
Il secondo movimento è un valzer autunnale che ha richiami con il balletto Cenerentola dello stesso Prokof'ev, ma soprattutto presenta echi delle sinfonie di Čajkovskij; il motivo di danza inizia prima timidamente per poi acquisire più incisività ed espressività, tornando infine a un'esposizione più contenuta. La coda è brillante e ricca di energia e porta a conclusione il secondo tempo.
Il terzo movimento è un tempo lento ed è costruito sullo schema di un tema con variazioni; il tema era uno dei leitmotiv scritti da Prokof'ev già nel 1936 per le musiche di scena destinate a una rappresentazione dell'Eugenio Onegin di Puškin, lavoro rimasto inedito. Il breve tema è utilizzato in molteplici variazioni che sfruttano cambiamenti di strumentazione, di registro, di tonalità e che passano dalla marcia alla melodiosità più lirica.
Il finale, in Re bemolle maggiore (enarmonico del Do diesis maggiore), ha, come del resto anche il secondo tempo, la stessa leggiadria della Sinfonia classica; si presenta come un Rondò e contiene un allegro movimento di moto perpetuo, condotto all'unisono con molta grazia e divertimento. Il tema, presentato inizialmente, ritorna dopo numerosi mutamenti, Prokof'ev poi, inaspettatamente, ripropone il secondo tema del primo movimento, con un carattere intensamente lirico, seguito poi dai suoni tintinnanti scanditi dallo xilofono e dal pianoforte a costituire una Coda finale.

## Organico
Il lavoro è orchestrato come segue:
- Legni: Ottavino, due flauti, due oboi, corno inglese, due clarinetti, clarinetto basso, due fagotti
- Ottoni: quattro corni, tre trombe, tre tromboni, tuba
- Percussioni: Timpani, grancassa, rullante, piatti, tamburello, triangolo, woodblock, xilofono, glockenspiel
- Pianoforte, arpa
- Archi: violini (1° e 2°), viole, violoncelli, contrabbassi

## Incisioni
Samuil Samosud diresse la prima esecuzione (Trade Union Hall of Columns, Mosca, All-Union Radio Orchestra, 11 ottobre 1952); lo registrò con la stessa orchestra, usando il finale lento originale, nel 1953 (ristampato nel 1957 come "Moscow Radio-TV Orchestra".) La prima registrazione con il nuovo finale assertivo fu di Eugene Ormandy e la Philadelphia Orchestra, da sessioni del 26 aprile 1953. Nikolai Malko e la Philharmonia Orchestra furono i primi a registrare la musica in stereo, nel 1955. Le registrazioni che usano il finale lento originale sono contrassegnate da un asterisco.
| Orchestra                                             | Direttore               | Etichetta musicale   | Anno di registrazione         | Formato |
| ----------------------------------------------------- | ----------------------- | -------------------- | ----------------------------- | ------- |
| Orchestra di Filadelfia                               | Eugene Ormandy          | Columbia             | 1953 (ML 4683)                | LP      |
| Orchestra Sinfonica Čajkovskij                        | Samuil Samosud*         | Melodiya             | 1953 (issued 1957 as D 01476) | LP      |
| Philharmonia Orchestra                                | Nikolai Malko           | EMI                  | 1955                          | CD      |
| Orchestre de la Société des Concerts du Conservatoire | Jean Martinon           | RCA Victor           | 1959                          | LP      |
| Orchestra Sinfonica Čajkovskij                        | Gennady Rozhdestvensky* | Melodiya             | 1968                          | LP      |
| London Symphony Orchestra                             | Walter Weller           | Decca                | 1974                          | LP/CD   |
| Orchestra Filarmonica Ceca                            | Zdeněk Košler           | Supraphon            | 1977                          | LP      |
| Royal Scottish National Orchestra                     | Neeme Järvi             | Chandos              | 1986                          | CD      |
| Orchestre National de France                          | Mstislav Rostropovich*  | Erato                | 1988                          | CD      |
| Berliner Philharmoniker                               | Seiji Ozawa*            | Deutsche Grammophon  | 1989                          | CD      |
| Los Angeles Philharmonic Orchestra                    | André Previn            | Philips              | 1989                          | CD      |
| Orchestra di Cleveland                                | Vladimir Ashkenazy*     | Decca                | 1995                          | CD      |
| Orchestra sinfonica nazionale ucraina                 | Theodore Kuchar         | Naxos                | 1994                          | CD      |
| London Symphony Orchestra                             | Valery Gergiev*         | Philips              | 2004                          | CD      |
| Orchestra Filarmonica di Bergen                       | Andrew Litton           | BIS                  | 2016                          | CD      |
| Radio Filharmonisch Orkest                            | James Gaffigan          | Northstar Recordings | 2016                          | SACD    |
| Orchestre national de France                          | Jean Martinon           | Vox/Turnabout        | 1974                          | LP/CD   |
| Cappella Sinfonica Accademica di Stato Russa          | Gennady Rozhdestvensky  |                      |                               | LP/CD   |